# Sun Belt

Sun Belt, zaznaczony na czerwono

Sun Belt (z ang. Słoneczny Pas) – region, w którym skoncentrowane są najnowsze gałęzie przemysłu Stanów Zjednoczonych, przeciwstawiany jest Pasowi Rdzy (Rusty Belt), regionowi stagnacji w części środkowej kraju.
Dzięki przemysłowi lotniczemu, elektronicznemu, paliwowemu i zbrojeniowemu szybko rozwijały się Los Angeles, San Diego, Phoenix, Houston, Dallas i San Antonio. W położonej niedaleko San Francisco Dolinie Krzemowej (Silicon Valley) skoncentrowały się ośrodki badawcze i zakłady specjalizujące się w zaawansowanych technologiach elektronicznych.